# Kiidk'yaas

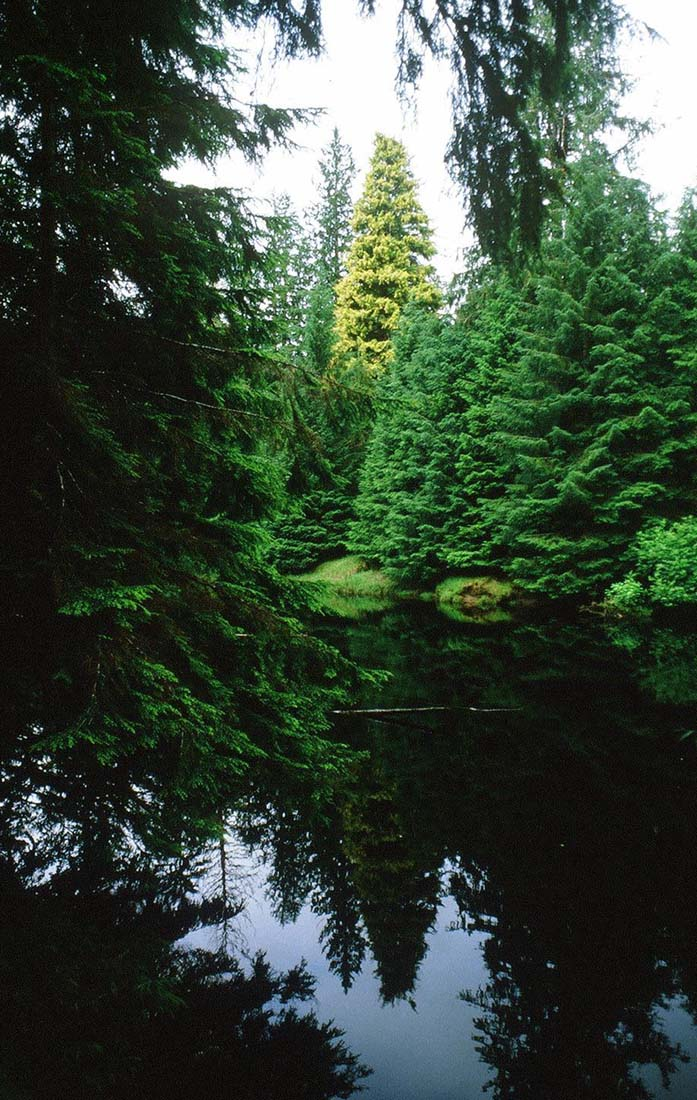
Kiidk’yaas im Jahr 1984

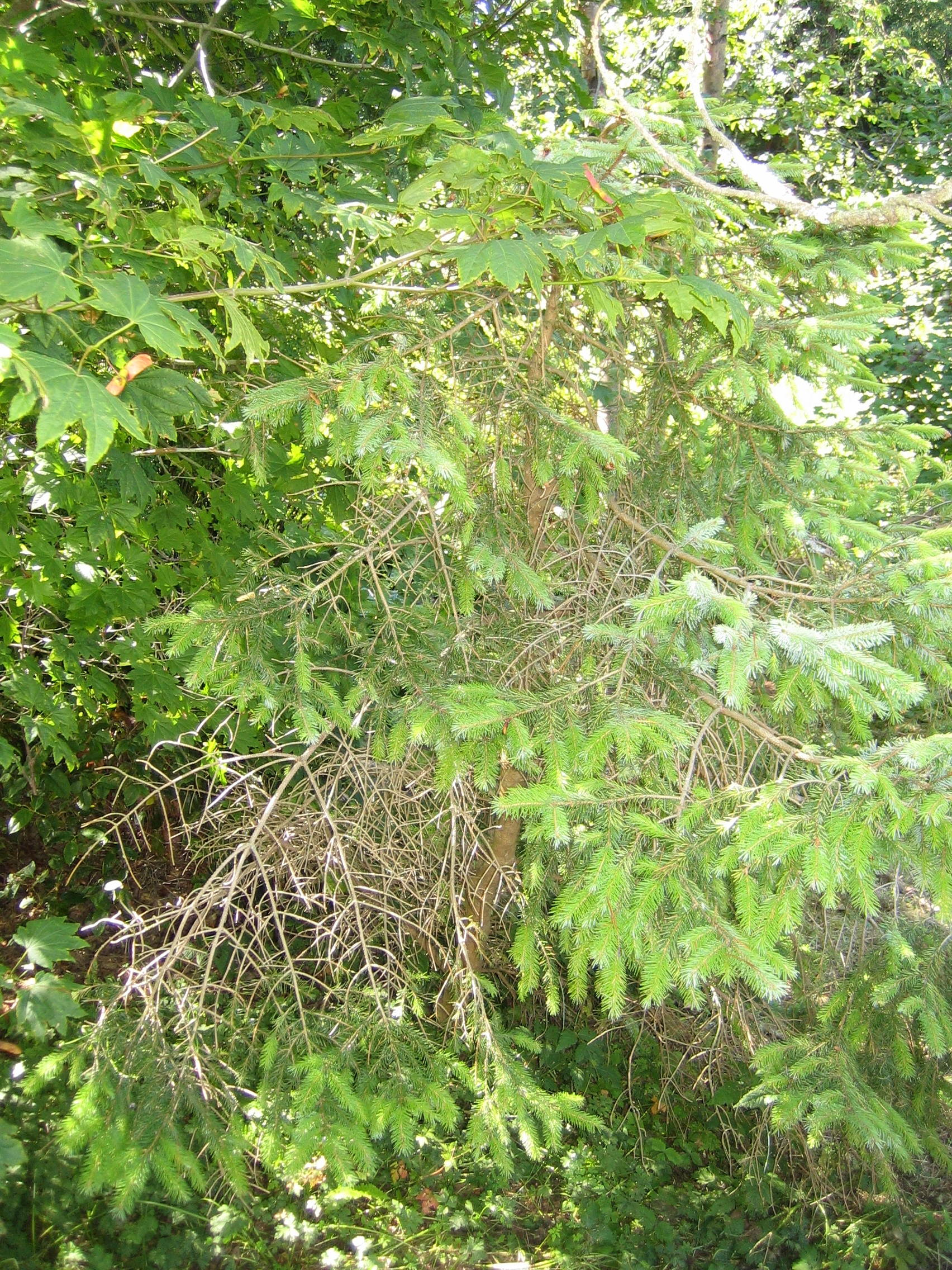
Goldene Fichte im UBC Botanical Garden

Kiidk’yaas oder Kiid K’iyaas („alter Baum“), auch Goldene Fichte genannt, war eine Sitka-Fichte, Picea sitchensis 'Aurea', die etwa sechs Kilometer südlich der Siedlung Port Clements an den Ufern des Yakoun River auf der Insel Haida Gwaii im Archipel der Haida Gwaii wuchs. Die Inseln liegen vor der kanadischen Pazifikküste und gehören zur Provinz British Columbia. Der Baum hatte eine seltene genetische Mutation, die bewirkte, dass die Nadeln golden waren.
Die Fichte wurde durch die Haida First Nation, die auf der Insel lebt, verehrt. In deren Mythenwelt hatte der Schöpfer, als die Vorfahren einander misshandelten, ihr Dorf unter Schnee begraben. Ein alter Mann und ein Junge versteckten sich unter der Bohle einer Rotzeder und flüchteten dann den Yakoun River hinauf. Der alte Mann warnte den Jungen, nicht zurückzuschauen, aber der gehorchte nicht und wurde in die Goldene Fichte verwandelt. Es hieß, dass der Baum bis in die letzte Generation verehrt werden würde.
Am 22. Januar 1997 fällte ein 48-Jähriger arbeitsloser Holzarbeiter namens Grant Hadwin die Kiidk’yaas als politisches Bekenntnis gegen die Holzverarbeitungsunternehmen. Er wurde später verhaftet, verschwand aber auf mysteriöse Weise, bevor er vor Gericht gebracht werden konnte.
Die Tat schockierte die Gemeinschaft der Haida; die Ältesten fühlten, dass sie es unterlassen hatten, den Baum angemessen zu schützen und einige sorgten sich, dass die Prophezeiung, dass der Baum bis zur letzten Generation verehrt werden würde, bedeute, dass die jetzige Generation der Haida die letzte sei.
Doch 1977 hatte eine Gruppe von Botanikern der University of British Columbia (UBC) Haida Gwaii besucht, um Ableger von der Kiidk’yaas zu nehmen. Diese Ableger wurden auf eine gewöhnliche Sitka-Fichte gepfropft und es ergaben sich goldene Jungbäumchen. Diese Bäume wurden im UBC Botanical Garden and Centre for Plant Research aufgezogen.
Als es von der Zerstörung des Baumes hörte, bot das Arboretum einen der jungen Bäume den Haida als Ersatz für die Kiidk’yaas an. Die Haida nahmen an und pflanzten ihn nahe der Stelle, wo die Kiidk’yaas gestanden hatte. Zusätzlich wurden Versuche unternommen, 80 Teile des gefällten Baumes zu vermehren.